# Berlinale 1999
La Berlinale 1999, 49e édition du festival international du film de Berlin (49. Internationalen Filmfestspiele Berlin), s'est tenue du 10 au 21 février 1999.

## Jury
- Ángela Molina  Espagne présidente du jury
- Ken Adam  Royaume-Uni
- Paulo Branco  Portugal
- Assi Dayan  Israël
- Pierre-Henri Deleau  France
- Katja von Garnier  Allemagne
- Hellmuth Karasek  Allemagne
- Jeroen Krabbé  Pays-Bas
- Michelle Yeoh  Malaisie

## Sélections

### Compétition
La sélection officielle en compétition se compose de 24 films.
| Titre                                                 | Réalisation          | Pays        | Distribution |
| ----------------------------------------------------- | -------------------- | ----------- | --- |
| 8 Millimètres                                         | Joel Schumacher      | États-Unis  | Nicolas Cage, Joaquin Phoenix, James Gandolfini, Peter Stormare, Anthony Heald, Chris Bauer, Catherine Keener                                |
| Aimée et Jaguar (Aimée und Jaguar) (film d'ouverture) | Max Färberböck       | Allemagne   | Maria Schrader, Juliane Köhler, Johanna Wokalek                                                                                              |
| Aller vers le soleil (Güneşe Yolculuk)                | Yeşim Ustaoğlu       | Turquie     | Nazmî Kirik, Newroz Baz, Mizgin Kapazan |
| Au cœur du mensonge                                   | Claude Chabrol       | France      | Sandrine Bonnaire, Jacques Gamblin, Antoine de Caunes, Valeria Bruni Tedeschi                                                                |
| Breakfast of Champions                                | Alan Rudolph         | États-Unis  | Bruce Willis, Albert Finney, Nick Nolte, Barbara Hershey, Glenne Headly, Lukas Haas, Omar Epps                                               |
| Ça commence aujourd'hui                               | Bertrand Tavernier   | France      | Philippe Torreton, Maria Pitarresi, Nadia Kaci                                                                                               |
| La Carte du cœur (Playing By Heart)                   | Willard Carroll      | États-Unis  | Ellen Burstyn, Sean Connery, Gena Rowlands, Anthony Edwards, Gillian Anderson, Angelina Jolie, Ryan Phillippe, Dennis Quaid, Madeleine Stowe |
| Cookie's Fortune                                      | Robert Altman        | États-Unis  | Glenn Close, Julianne Moore, Liv Tyler, Chris O'Donnell, Charles S. Dutton, Patricia Neal                                                    |
| Emporte-moi                                           | Léa Pool             | Canada      | Karine Vanasse, Charlotte Christeler, Alexandre Mérineau, Pascale Bussières, Miki Manojlović                                                 |
| Entre les jambes (Entre las piernas)                  | Manuel Gómez Pereira | Espagne     | Victoria Abril, Javier Bardem, Carmelo Gómez                                                                                                 |
| eXistenZ                                              | David Cronenberg     | Canada      | Jennifer Jason Leigh, Jude Law, Willem Dafoe, Ian Holm, Don McKellar, Christopher Eccleston, Sarah Polley                                    |
| La Fille de tes rêves (La niña de tus ojos)           | Fernando Trueba      | Espagne     | Penélope Cruz, Antonio Resines, Jorge Sanz                                                                                                   |
| Glória                                                | Manuela Viegas       | Portugal    | Jean-Christophe Bouvet, Raquel Marques, Francisco Relvas, Ricardo Aibéo                                                                      |
| The Hi-Lo Country                                     | Stephen Frears       | États-Unis  | Woody Harrelson, Billy Crudup, Patricia Arquette, Cole Hauser, Sam Elliott, Penélope Cruz                                                    |
| Karnaval                                              | Thomas Vincent       | France      | Sylvie Testud, Amar Ben Abdallah, Clovis Cornillac, Martine Godart, Jean-Paul Rouve                                                          |
| 39 keihō dai sanjūkyū jō                              | Yoshimitsu Morita    | Japon       | Kyōka Suzuki, Shinichi Tsutsumi, Ittoku Kishibe                                                                                              |
| La Ligne rouge (The Thin Red Line)                    | Terrence Malick      | États-Unis  | Sean Penn, Jim Caviezel, Elias Koteas, Ben Chaplin, Nick Nolte, John Cusack, Woody Harrelson, Adrien Brody, John C. Reilly, George Clooney   |
| Mifune                                                | Søren Kragh-Jacobsen | Danemark    | Iben Hjejle, Anders W. Berthelsen, Jesper Asholt                                                                                             |
| Ordinary Heroes (Qian yan wan yu)                     | Ann Hui              | Hong Kong   | Lee Kang-sheng, Anthony Wong Chau-sang, Tse Kwan-ho                                                                                          |
| Rencontres nocturnes (Nachtgelstalten)                | Andreas Dresen       | Allemagne   | Myriam Abbas (de), Dominique Horwitz, Oliver Bäßler (de), Susan Bormann, Michael Gwisdek                                                     |
| Shakespeare in Love                                   | John Madden          | États-Unis  | Gwyneth Paltrow, Joseph Fiennes, Geoffrey Rush, Colin Firth, Ben Affleck, Judi Dench, Tom Wilkinson                                          |
| Simon le magicien (Simon Magus)                       | Ben Hopkins          | Royaume-Uni | Noah Taylor, Stuart Townsend, Sean McGinley, Embeth Davidtz, Amanda Ryan                                                                     |
| Trois Saisons (Three Seasons)                         | Tony Bui             | États-Unis  | Harvey Keitel, Đơn Dương, Marc Bélanger |
| Sensation urbaine (Kesher Ir)                         | Jonathan Sagall      | Israël      | Dafna Rechter, Jonathan Sagall, Shimon Ben-Ari, Tchia Danon, Ziv Baruch                                                                      |

### Hors compétition
3 films sont présentés hors compétition.
- Buena Vista Social Club de Wim Wenders
- Contre-jour (One True Thing) de Carl Franklin
- The Faculty de Robert Rodriguez

## Palmarès
- Ours d'or : La Ligne rouge (The Thin Red Line) de Terrence Malick
- Ours d'argent (Grand prix du jury) : Mifune (Mifunes sidste sang) de Søren Kragh-Jacobsen
- Ours d'argent du meilleur acteur : Michael Gwisdek pour Rencontres nocturnes (Nachtgestalten)
- Ours d'argent de la meilleure actrice : ex æquo Juliane Köhler et Maria Schrader pour Aimée et Jaguar
- Ours d'argent du meilleur réalisateur : Stephen Frears pour The Hi-Lo Country
- Ours d'argent de la contribution artistique exceptionnelle : David Cronenberg pour eXistenZ

- Ours d'or d'honneur : Shirley MacLaine
- Caméra de la Berlinale : Armen Medvedev, Robert Rodriguez et Meryl Streep